# Сражение у мыса Рока
Сражение у мыса Рока (фр. Bataille du cap de la Roque) — морское сражение между французской эскадрой под командованием Алена-Эмманюэля де Коэтлогона и голландским конвоем во главе с Румером Влакком, произошедшее во время Войны за испанское наследство возле мыса Рока. В англоязычной литературе оно иногда называется «битвой в Бискайском заливе», что географически некорректно, поскольку мыс Рока находится в южной части Португалии.
Во время этой войны французский и испанский флот не могли противостоять англичанам и голландцам в открытом морском сражении и, следовательно, перешли на каперство. Таким образом, союзники были вынуждены защищать свои торговые конвои.
21 мая 1703 года большой торговый флот, состоящий из 110 английских и голландских кораблей, перевозящих преимущественно соль, а также вино и сахар, покинул Лиссабон в направлении Англии. Его сопровождали пять голландских боевых кораблей: линейные корабли Muiderberg (50 пушек), Gaesterland (46 пушек) и Schermer (48 пушек), а также фрегаты Rotterdam (34 пушки) и Rozendaal (36 пушек) под командованием капитана Румера Влакка на борту Muiderberg.
На следующий день поблизости от мыса Рока они столкнулись с эскадрой де Коэтлогона, состоящей из пяти более крупных боевых кораблей: Vainqueur (88 пушек), Monarque (от 86 до 94 пушек), Éole (64 пушки), Orgueilleux (80 пушек) и Couronne (82 пушек).
Влакк, дав сигнал торговым кораблям уходить ради спасения, выстроил свои корабли, чтобы защитить флот и вступить в схватку с французами. Голландцы сражались доблестно, но превосходство французов было слишком велико, и голландские корабли, один за другим, вынуждены были капитулировать.
Влакк и команда Muiderberg сражались до тех пор, пока половина экипажа не была мертва или ранена. Влакк потерял руку и часть его плеча, но он сдался только тогда, когда грот-мачта ушла под воду и корабль был на грани затопления. Оставшиеся в живых были эвакуированы, а то, что осталось от Muiderberg, сгорело и затонуло.
Благодаря самопожертвованию Влакка торговый флот ушёл без потерь, таким образом, это поражение голландцев мало повлияло на положение дел союзников.
Влакк, его люди и четыре корабля были доставлены в Тулон, где Влакк умер от ран 17 июля 1703 года.